# 偽りの時
『偽りの時』（原題：Borrowed Time）は、イングランドのヘヴィメタル・バンド、ダイアモンド・ヘッドが1982年に発表した2作目のスタジオ・アルバム。バンドのメジャー・デビュー・アルバムに当たる。

## 背景
バンドはMCAレコードとの契約を果たした後、EP「Four Cuts」、シングル「真夜中の出来事」のリリース、そしてレディング・フェスティバル出演を経て本作の発表に至った。「世界人民に明かりを」と「悪魔のささやき」は、デビュー・アルバム収録曲の再録音である。
ジャケットにはロドニー・マシューズの絵画が使用された。

## 反響・評価
先行シングル「真夜中の出来事」は全英シングルチャートで67位に達し、バンドにとって初の全英チャート入りを果たした。そして、本作は全英アルバムチャートで5週トップ100入りし、最高24位を記録した。
Eduardo Rivadaviaはオールミュージックにおいて5点満点中2点を付け、全体的な方向性に関して「バンドを正しく理解できていなかったレコード会社が、成功への方程式を改竄した典型例」と批判する一方、タイトル曲に関しては「唯一、期待された水準に概ね達している」と評している。

## リイシュー
2007年にポーランドのメタル・マインド・プロダクションズから発売されたリマスターCDには、EP「Four Cuts」からの3曲と、EP「In the Heat of the Night」からの4トラック（うち1トラックはインタビュー）がボーナス・トラックとして追加された。その後の日本盤再発CD (2008 / UICY-93475, 2011 / UICY 25107)も、メタル・マインド盤と同様の内容になっている。

## 収録曲
全曲ともシーン・ハリスとブライアン・タトラーの共作。アメリカ盤LP (MCA-5382)は、収録曲はイギリス盤と同じだが「コール・ミー」が1曲目に移動されていた。
1. 真夜中の出来事 - "In the Heat of the Night" - 4:57
2. 地獄から天国へ - "To Heaven from Hell" - 6:14
3. コール・ミー - "Call Me" - 3:54
4. 世界人民に明かりを - "Lightning to the Nations" - 4:09
5. 偽りの時 - "Borrowed Time" - 7:39
6. 俺を見捨てるな - "Don't You Ever Leave Me" - 7:56
7. 悪魔のささやき - "Am I Evil?" - 7:22

### リマスターCDボーナス・トラック
1. トリック・オア・トリート - "Trick or Treat" - 3:30
2. デッド・レコニング - "Dead Reckoning" - 3:31
3. シュート・アウト・ザ・ライツ - "Shoot Out the Lights" - 3:23
4. 真夜中の出来事 - "In the Heat of the Night" - 3:20
5. プレイ・イット・ラウド - "Play It Loud (Live)" - 6:12
6. スウィート・アンド・イノセント - "Sweet and Innocent (Live)" - 3:33
7. インタビュー・ウィズ・シーン・ハリス・アンド・コリン・キンバリー: 1982年6月、トミー・ヴァンス録音 - "Interview with Sean Harris and Colin Kimberley by Tommy Vance Recorded June '82" - 13:37

## 参加ミュージシャン
- シーン・ハリス - ボーカル
- ブライアン・タトラー - ギター
- コリン・キンバリー - ベース
- ダンカン・スコット - ドラムス